# Gustaf Trolle-Bonde den yngre
Gustaf Trolle-Bonde, född 3 februari 1802 i Stockholm, död 5 februari 1884, var en svensk greve, militär, hovman och godsägare. Han var son till överstekammarjunkare greve Fredrik Ulf Bonde och grevinnan Ulrika Johanna Lewenhaupt samt brorson till greve Gustaf Trolle-Bonde. I sitt andra gifte med Julie Banér blev han far till Gustaf Fredrik Bonde och Carl Trolle-Bonde.
Gustaf Trolle-Bonde blev student vid Uppsala universitet 1821, kvartermästare och kornett vid livregementets husarkår 1823, avlade senare samma år matematisk examen och blev löjtnant 1828 samt ordonnansofficer hos Karl XIV Johan 1831. 1832 befordrades han till ryttmästare och erhöll 1834 avsked ur husarkåren. Gustaf Trolle-Bonde blev istället 1839 tjänstgörande kammarherre hos drottning Desideria och erhöll 1842 avsked ur sin krigstjänst. Efter faderns död 1852 tillträdde han Vibyholms slott, efter farbroderns död 1855 Sävstaholm, Katrineholm, Herrestad, Bordsjö, Askeryd och Trolleholm samt efter sin fars syssling Gustaf Ulf Bonde Hörningsholm och Toftaholm. Därtill ägde han Kesätter, Hässelby och halva Bondeska palatset, och kom därmed att bli en av samtidens största jordägare i Sverige.
Boksamlingen på Sävstaholms slott ingick inte i hans arv, men Gustaf Trolle-Bonde kom ändå att lösa in den från sina släktingar. Han var mycket intresserad av konst och vårdade släktens och godsens konstsamlingar samt var bland annat hedersledamot i Konstakademien från 1871 och ordförande i Stockholms konstförening. Gustaf Trolle-Bonde blev 1862 överstekammarjunkare och 1872 tjänstfri vid hovet. Han var ledamot av Kungliga Samfundet för utgivande av handskrifter rörande Skandinaviens historia och från 1863 ledamot av Lantbruksakademien.